# Synagoge (Raków)

Synagoge vor 1918

Die hölzerne Synagoge in Raków, einem Ort in der polnischen Woiwodschaft Heiligkreuz, wurde zu Beginn des 19. Jahrhunderts gebaut und im Zweiten Weltkrieg von deutschen Truppen zerstört.

## Architektur
Dem Hauptraum waren im Westen zwei getrennte Vorräume, über denen sich der Frauengebetsraum befand, vorgelagert. Davor war noch eine  Galerie auf zwei Etagen, in drei Felder unterteilt. Die Treppe zur zweiten Etage war innen. Der Zugang für die Männer war in der Mitte der Westseite, der für die Frauen an der westlichen Ecke der Nordseite. Von dort war die Treppe zu dem Frauengebetsraum. Der Hauptraum hatte zum Norden (und vermutlich auch nach Süden) drei Fenster mit einem Rundbogen. Die Fenster zu dem Frauenraum in der ersten Etage waren ähnlich, jedoch kleiner. Die Fenster zu den zwei Vorräumen waren rechteckig. Das Gebäude hatte ein Walmdach.
Von Bima und Toraschrein ist nichts bekannt.